# Laura J. Padgett
Laura J. Padgett (* 1958 in Cambridge, Massachusetts) ist eine US-amerikanische Künstlerin, die vor allem in den Medien Fotografie und Film arbeitet.

## Leben
Laura J. Padgett wurde 1958 in Cambridge geboren. Von 1976 bis 1980 studierte sie Malerei am Pratt Institute of Art and Design, Brooklyn, New York. 1981 zog sie nach Europa, wo sie von 1983 bis 1985 Fotografie und Film bei Peter Kubelka und Herbert Schwöbel an der Städelschule in Frankfurt am Main studierte. 1994 erwarb sie zudem einen Magister in Kunstgeschichte an der Frankfurter Goethe-Universität. Seit 1992 ist sie als Dozentin an Hochschulen in Deutschland, den USA und Jordanien tätig. Sie lebt und arbeitet in Frankfurt am Main.
Die fotografischen und filmischen Arbeiten Laura J. Padgetts thematisieren Zwischenräume, Übergänge, Überlagerungen, Sperrungen und Schichten: Räume zwischen fotografischer Erzählung und Installation, Text und Bild, Geschichte und Zeitgeschehen.
Padgett spürt Orte von historischer und kultureller Bedeutung auf und setzt dabei verschiedene Medien wie Fotografie, Film und Text ein. Durch die Verbindung ihres künstlerischen Schaffens mit der Erforschung historischer Zusammenhänge entstehen Werke, die das Wesen eines Ortes sichtbar machen und zugleich eine subjektive, zeitgenössische Perspektive bieten. Ihre Arbeiten thematisieren oft die Spannungen zwischen dem bleibenden Einfluss der Geschichte auf die Gegenwart und dem Versuch, die Vergangenheit zu überarbeiten, zu verbergen oder gar zu vergessen.
Laura J. Padgetts künstlerisches Interesse gilt dabei besonders Interferenzen, ganz konkret und im übertragenen Sinne, über die direkt wahrnehmbare Wirklichkeit hinaus. Sie bewegt sich mit ihren fotografischen Erkundungen an der komplexen Schnittstelle zwischen Erinnerung und Gegenwart, privatem und öffentlichem Raum sowie Natur und Kultur, etwa in ihren Fotografien zu Peter Zumthors Buch Architektur Denken.
Gemeinsam ist ihren Arbeiten die Visualisierung von Strukturen und Schichten von Bedeutungszusammenhängen hinter den Oberflächen des Augenscheinlichen. Zum Einsatz kommt die ganze Bandbreite unterschiedlichster Techniken des Mediums: klassische analoge Schwarzweiß- und Farbfotografie, digitale Aufnahmen bis hin zu Filmstills und Augmented Reality.
Zwischen 2010 und 2012 begleitete Laura J. Padgett den Umbau des Frankfurter Städel Museums. Die dabei entstandenen Fotografien versammelt das Buch Raum über Zeit (2012). Eine Auswahl dieser Serie ist in der DZ BANK Kunstsammlung zu sehen. Im Jahr 2014 realisierte sie ein Langzeitfotografieprojekt fūr das „Huis Marseille, Museum für Fotografie“ in Amsterdam. 2016 erschien die Publikation Confined Space mit der Zusammenfassung von Fotografien, die in einem Zeitraum von vier Jahren während mehrerer Reisen durch den Libanon entstanden.
2017 erhielt sie den Marielies-Hess-Kunstpreis. Die damit verbundene Einzelausstellung Somehow Real war im Museum Giersch der Goethe-Universität zu sehen. Dort zeigte sie unter anderem ihren Found-Footage-Film Solitaire. 2018 wurde Soliaire auf dem 23. Media City Film Festival aufgeführt.
Seit 2018 wird sie von der Galerie Peter Sillem in Frankfurt am Main vertreten. Im Januar / Februar 2022 war dort ihre Ausstellung Regenerating Permanence zu sehen, das Ergebnis einer zweijährigen fotografischen Arbeit in der Westend-Synagoge in Frankfurt am Main. Padgett hat in diesen Fotografien die Besonderheit der Synagoge und ihrer Geschichte festgehalten. Einige Fotografien aus dieser Serie wurden vom Jüdischen Museum Frankfurt angekauft und ab November 2023 bis Herbst 2024 in einer Kabinett-Präsentation im Jüdischen Museum Frankfurt ausgestellt.
2020 wurde beim San Francisco Cinematheque CROSSROADS 2020 Film-Festival eine Auswahl ihrer Filme gezeigt, kuratiert von Steve Polta. Im Sommer 2021 wurde So, tell me about your garden. und eine Auswahl von Filmen aus der Reihe From the Garden im Experimental Film Programm Im Garten im Deutschen Filminstitut Filmmuseum gezeigt. 2023 war sie Mitglied der Jury des Regionalen Spielfilmwettbewerbs beim Lichter Filmfest.

2024 zeigte Laura J. Padgett in der Galerie Peter Sillem in Frankfurt am Main ihre Arbeit Strata, die über fast zwei Jahre hinweg im Frankfurter Poelzig-Bau entstand und sich mit der komplexen Geschichte des Bauwerks auseinandersetzt. Architektur- und Industriehistorie, Verstrickung in den Nationalsozialismus, Nachkriegsgeschichte unter amerikanischer Militärverwaltung und der Bezug durch die J.-W.-Goethe-Universität bilden markante Überlagerungen. Daneben macht Padgett einen weiteren Gedächtnisraum des Gebäudes aus. Einige dieser Fotografien befinden sich inzwischen in der Sammlung des Historischen Museums Frankfurt am Main. 

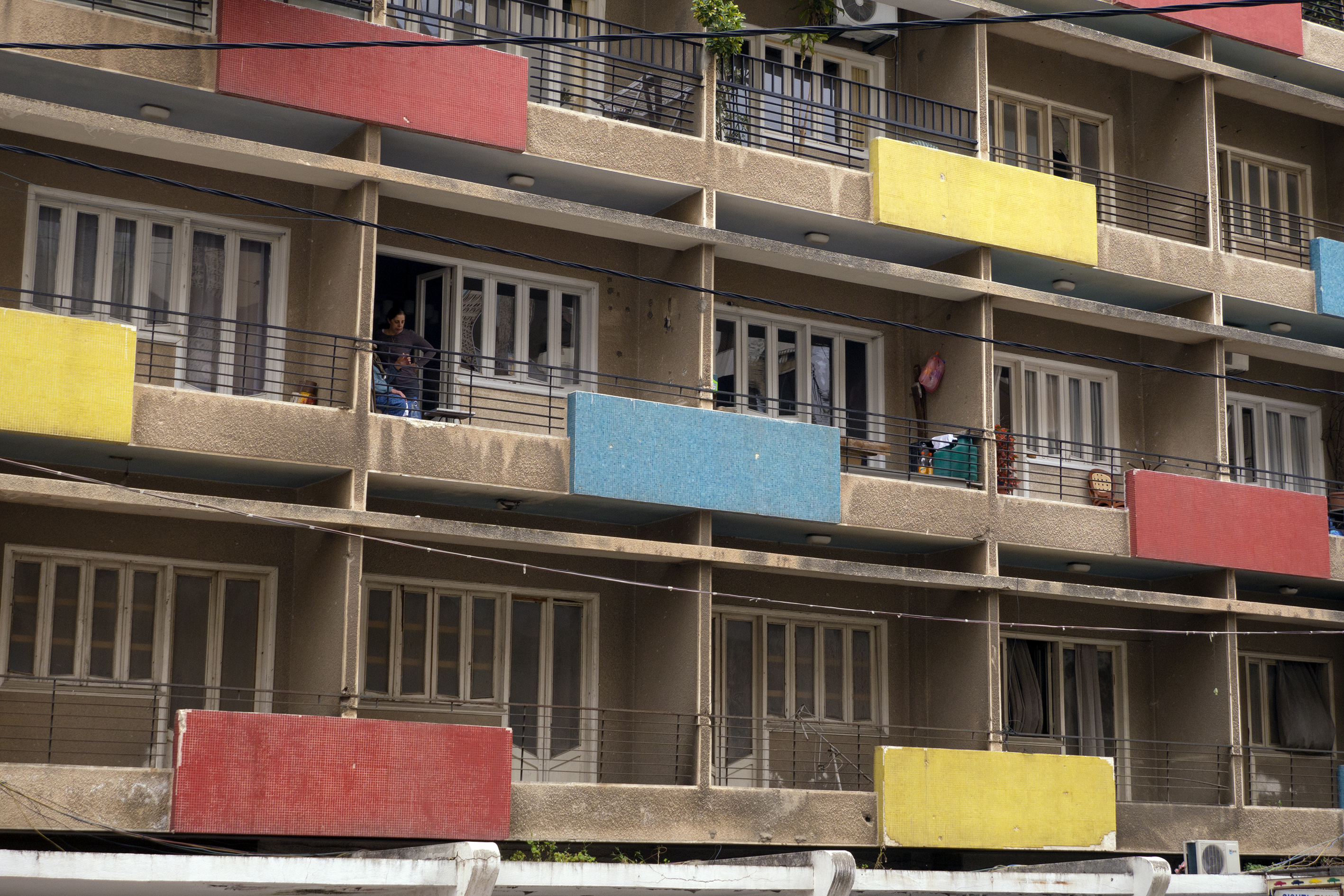
Laura J Padgett, Red Yellow and Blue, 2013/2015, aus der Serie „Confined Space“

## Lehrtätigkeit
- 2019-jetzt Dozentin für Film an der Goethe-Universität
- 2019–2022 Dozentin für Film an der Universität Paderborn
- 2018 Flying Faculty in Fotografie und Kunstgeschichte an der German Jordanian University
- 2017 Flying Faculty in Fotografie und Kunstgeschichte an der German Jordanian University
- 2016 Dozentin für Film an der Universität Paderborn
- 2015 Rankin Visiting Scholar an der Drexel University in Philadelphia, Pennsylvania.
- 2010–2023 Dozentin für Kunstgeschichte und Fotografie an der Hochschule RheinMain in Wiesbaden
- 2005 Dozentin für analogen und digitalen Filmschnitt an der Universität Paderborn
- 2003–07 Dozentin für Fotografie- und Filmtheorie an der Hochschule für Gestaltung, Offenbach am Main
- 2001 Dozentin an der Akademie für bildende Künste der Johannes Gutenberg-Universität Mainz
- 1994–99 Dozentin für Fotografie (Wissenschaftliche Mitarbeiterin) an der Bauhaus-Universität, Weimar.
- 1990–92 Dozentin für Kunsttheorie/Fotografie an der Hochschule für Gestaltung, Offenbach am Main

## Preise und Stipendien
- 2022 Neustart Kultur, Stipendium: Digitale Vermittlungsformate_ Module D – BKM, Neustart Kultur und den Deutschen Künstlerbund[18]
- 2017 Kunstpreis der Marielies Hess-Stiftung[19]
- 2013 Artists’ Contacts Residency in Lebanon vom Institut für Auslandsbeziehungen, Stuttgart
- 2008 Dover Arts Development Photography Residency, Dover, UK
- 2004 Residenz in Burgdorf, Schweiz
- 2001–02 Atelierstipendium in London gefördert von der Hessischen Kultur-Stiftung
- 1996–97 Stipendium am Künstlerhaus Schloss Balmoral, Bad Ems
- 1978 Ford-Foundation-Preis in Malerei

## Einzelausstellungen (Auswahl)
- 2024 Strata, Galerie–Peter–Sillem, Frankfurt am Main
- 2023/24: Regenerating Permanence. Fotokünstlerische Serie von Laura J. Padgett, Jüdisches Museum Frankfurt
- 2022 Regenerating Permanence, Galerie–Peter–Sillem, Frankfurt am Main
- 2019 Open Equations, Galerie–Peter–Sillem, Frankfurt am Main
- 2017 Somehow Real, Museum Giersch der Goethe-Universität, Frankfurt am Main
- 2016 Confined Space, Onomato Künstlerverein, Düsseldorf
- 2016 Many Told Tales, Galerie Straihammer und Seidenschwann, Wien
- 2015 Confined Space, Heussenstamm-Stiftung, Frankfurt am Main
- 2014 MONUMENT, Künstlerfahnenfestival, Eppingen
- 2012 Standardeinstellung, Neuer Kunstverein Gießen
- 2011 frames of reference, Galerie Martina Detterer, Frankfurt
- 2008 seeing things, The Pharos Foundation, Nicosia, Cyprus
- 2008 Holding onto things, Galerie Seitz und Partner, Berlin
- 2006 slow motion, Odakule Art Gallery, Istanbul
- 2005 inside-out, Gallery Seitz & Partner, Berlin
- 2004 vorübergehende Ortschaften, Gallery Martina Detterer, Frankfurt am Main
- 2003 conversation pieces, Städel Museum, Frankfurt am Main
- 2003 improbabilities, Gallery Seitz & Partner, Berlin
- 2001 morning glories, AusstellungsHalle Schulstrasse 1A, Frankfurt am Main
- 1999 Foto / Text Work, KunstRaum – Klaus Hinrichs, Trier
- 1999 an enlightened Moment, The Herzogin Anna Amalia Library, Weimar
- 1999 marginalia, Goethe Institute, Warsaw
- 1998 systematic renewal, dirty windows, Berlin
- 1996 common occurrences, KunstRaum – Klaus Hinrichs, Trier

## Bibliographie (Auswahl)
- Stiftung Deutsches Historisches Museum, Berlin, Historische Urteilskraft 06, Cover Fotografie und Fotografie-Essay Seiten 60–68, ISBN 978-3-86102-234-3
- Dorothee Linnemann: Laura J. Padgett – (1958, Cambridge (USA) – lebt und arbeitet in Frankfurt). In: Dorothee Linnemann, Katharina Böttger, Ulrike May, Christina Ramsch, Bettina Schulte Strathaus (Hrsg.): Stadt der Fotografinnen. Frankfurt 1844–2024. Begleitbuch zur Ausstellung im Historischen Museum Frankfurt, 29. Mai–22. September 2024, Wienand, Köln 2024 (Schriften des Historischen Museums Frankfurt; 44), ISBN 978-3-86832-759-5, S. 200–203.
- Laura J. Padgett: Strata, veröffentlicht anlässlich der Ausstellung in der Galerie–Peter–Sillem vom 20. Januar bis 16. März 2024
- Laura J. Padgett: Regenerating Permanence, veröffentlicht anlässlich der Ausstellung in der Galerie–Peter–Sillem vom 15. Januar bis 26. Februar 2022[14]
- Laura J. Padgett: Open Equations, veröffentlicht anlässlich der Ausstellung in der Galerie–Peter–Sillem vom 7. September bis 19. Oktober 2019[20]
- Anja Katharina Rautenstrauch, Anke Ehle-Barthel (Hrsg.): Laura J. Padgett: Confined Space. Bücher & Hefte Verlag, Leipzig 2016, ISBN 978-3-9814530-5-8.
- Birgit Kümmel, Eva Claudia Scholtz (Hrsg.): Reise nach Arglosen. Installation, Fotografie und Video. Museum Stadt Arolsen, Bad Arolsen 2016, ISBN 978-3-930930-38-8.
- Raum über Zeit – Space over time. Kehrer, Heidelberg/Berlin 2012, ISBN 978-3-86828-278-8.
- Kai Uwe Schierz (Hrsg.): wie gemalt. Bildner im 21. Jahrhundert. Kerber, Bielefeld 2010, ISBN 978-3-86678-467-3 (Ausstellung mit Beteiligung von 7 Künstlern).
- zus. mit Garo Keheyan: Laura Padgett – Seeing Things. Pharos Foundation, Nikosia 2008, ISBN 978-9963-9199-4-9.
- Laura Padgett: Telltales, Fotografien, Frankfurt am Main, 1994. (Erschienen anlässlich einer Ausstellung im Forum der Frankfurter Sparkasse vom 6. Juni bis 1. Juli 1994.)
- Laura Padgett: Conversation Pieces. Stroemfeld, Frankfurt am Main/Basel 2003, ISBN 3-87877-823-6 (erschienen anlässlich einer Einzelausstellung im Sommer 2003 im Städel Museum).
- Peter Zumthor: Architektur Denken. 3. erweiterte Auflage mit zwanzig Fotografien des Atelierhauses Zumthor, aufgenommen im Juli 2005, Birkhäuser Verlag, Basel 2010/2012, ISBN 978-3-0346-0555-7.